# Shivamogga
Shivamogga (jiným názvem také Shimoga) je město v indickém státě Karnátaka. V roce 2011 ve městě žilo 322 650 obyvatel a město tak bylo 10. nejlidnatějším městem ve státě Karnátaka. Leží na pobřeží řeky Tunga. Město je někdy označováno jako brána do regionu Západní Ghát. Leží 267 kilometrů od Bengalúru a 195 kilometrů od přístavního města Mangalúr v nadmořské výšce asi 569 m n. m. Úředním jazykem v oblasti je kannadština. 